# Passage d'Orléans
Le passage d’Orléans est une galerie marchande du centre-ville de Nantes, en France.

## Situation et accès
Ce passage relie sur une longueur d'une vingtaine de mètres la rue d'Orléans au place Félix-Fournier.

## Historique
Le passage d'Orléans est la première galerie commerçante inaugurée à Nantes, en 1827, soit 16 ans avant le passage Pommeraye. Sa conception est due à l'urbaniste et architecte, originaire de Nantes, Jean-Pierre Garreau.
Il a été dénommé « passage du Peuple » avant de devenir, comme la rue sur laquelle il débouche, passage d'Orléans, le 3 juillet 1852.
Durant la Seconde Guerre mondiale, le passage (dont notamment la verrière) et l'immeuble qui l'abrite, sont endommagés.
Il faudra attendre 2011, pour qu'une restauration d'envergure soit entreprise, afin de redonner au lieu son lustre d'antan.

## Bâtiments remarquables et lieux de mémoire

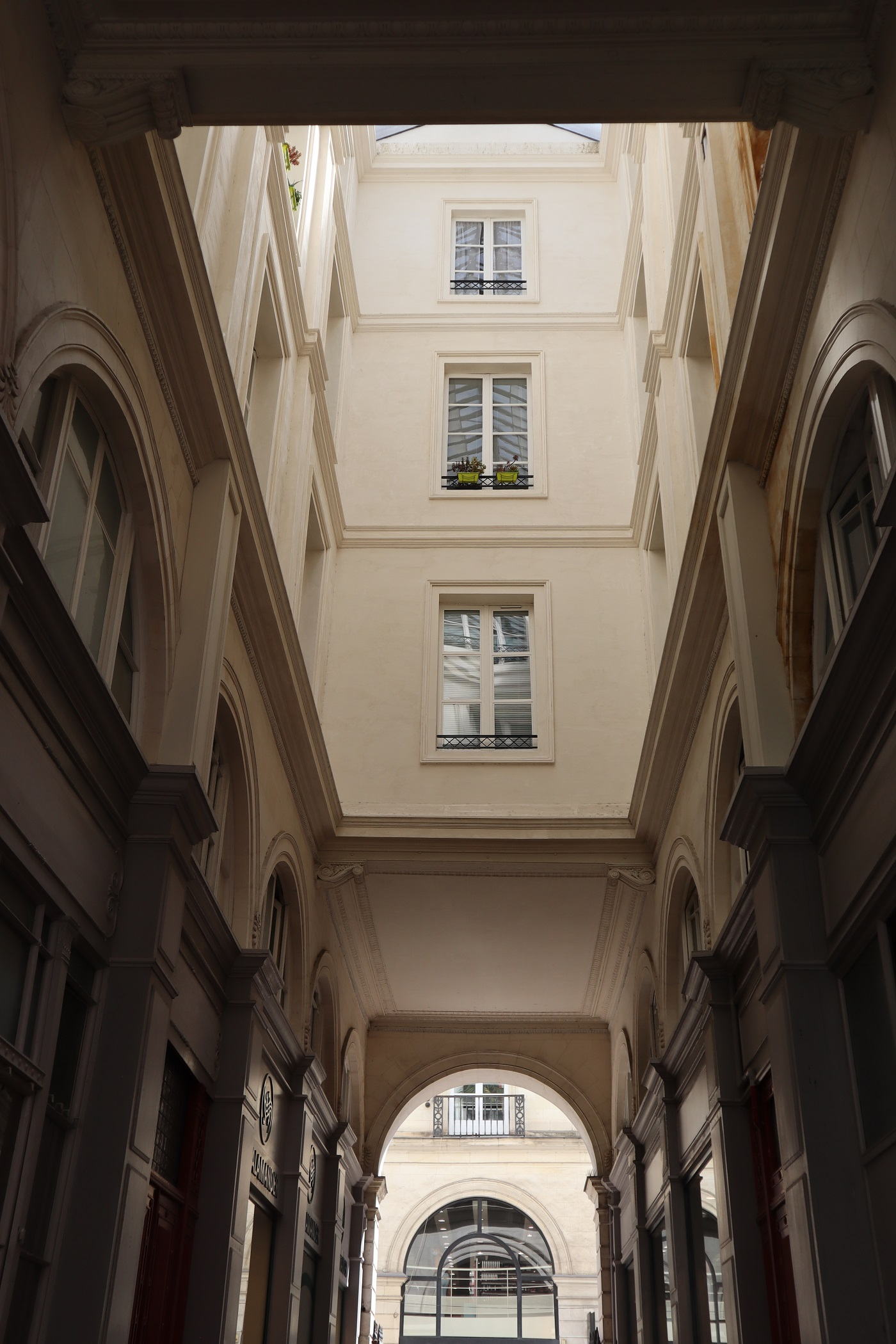
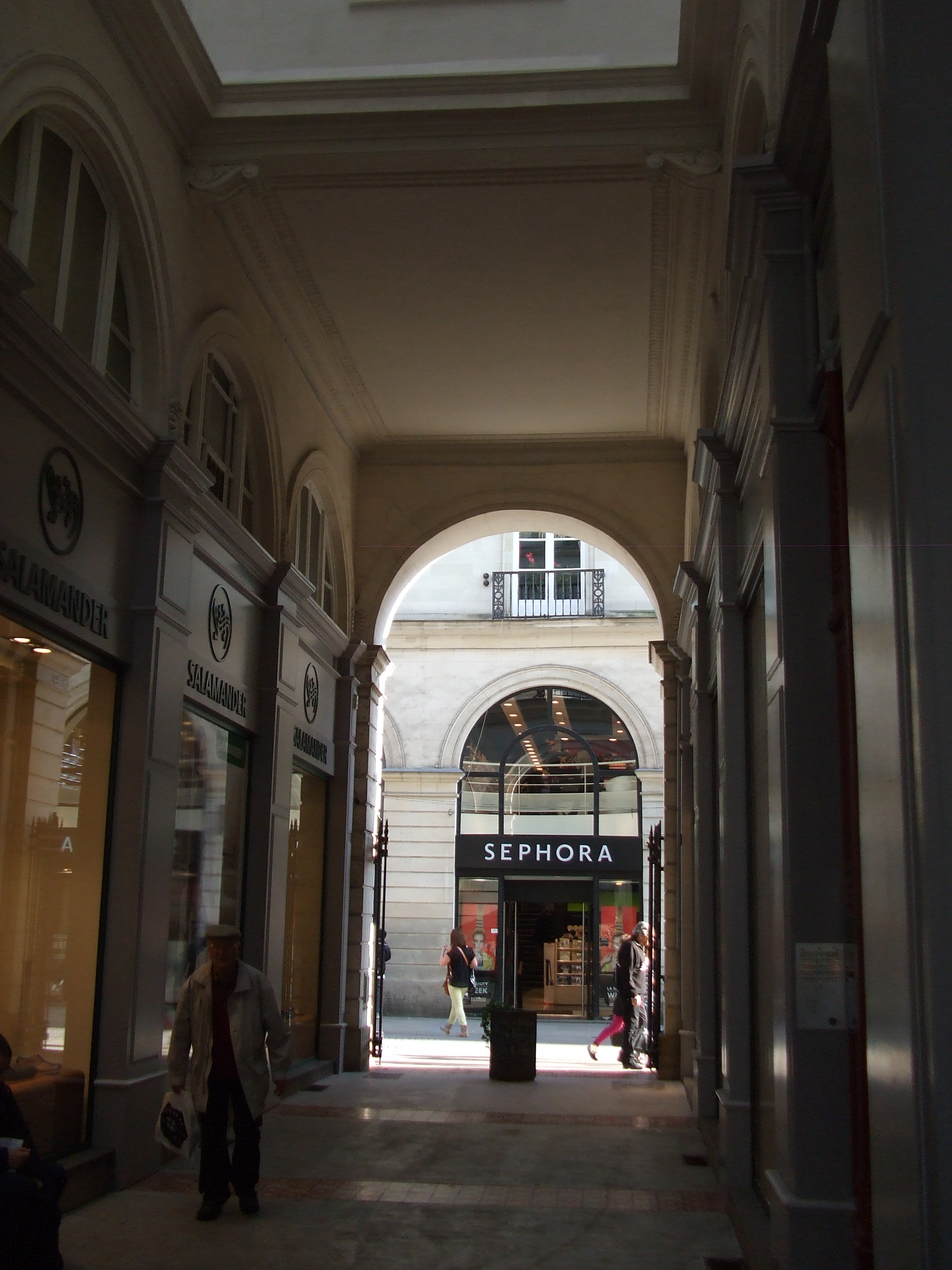